# Варта (програмування)
Варта — логічний вираз, який призначений для обмеження обчислювальних процесів і спрямування їх за певним напрямком в залежності від умови варти. Зазвичай, використовується в функційних мовах програмування (наприклад, Haskell).
В наступному прикладі на Haskell, варта знаходиться між кожною парою "|" і "=":
```
f
 
x

 
|
 
x
 
>
 
0
 
=
 
1

 
|
 
otherwise
 
=
 
0

```

Відповідний математичний запис:
{\displaystyle f(x)=\left\{{\begin{matrix}1&x>0\\0&x\leq 0\end{matrix}}\right.}
У цьому випадку варти знаходяться в пунктах if і otherwise.
Функція divisors повертає список дільників заданого числа n. У другому рядку визначення показана варта, яка обмежує вибір елемента списку дільників x тільки такими значеннями, які ділять вихідний параметр n без залишку.
```
divisors
 
n
 
=
 
[
x
 
|
 
x
 
<-
 
[
1
..
(
n
 
-
 
1
)],

                   
n
 
`
mod
`
 
x
 
==
 
0
]

```